# Lyle Ritz
Lyle Joseph Ritz (Cleveland, Ohio, 1930. január 10. – Portland, Oregon, 2017. március 3.) amerikai basszusgitáros, ukuleleművész. Az 1960-as évek közepétől az 1980-as évek elejéig számos popslágerhez járult hozzá a Wrecking Crew együttes tagjaként.

## Diszkográfia
- How About Uke?  (1957)
- 50th State Jazz (1959)
- Time (1998)
- Ukulele Duo (2001)
- How About Uke? (2004)
- A Night of Ukulele Jazz Live at McCabe's (2005)
- No Frills (2006)
- I Wish You Love (2007)
- Becky & Lyle Bossa Style (2007)